# Sanzhi
Sanzhi (chinesisch 三芝區, Pinyin Sānzhī Qū, Pe̍h-ōe-jī Sam-chi Khu, auch Sanjhih) ist ein an der Küste der Taiwanstraße gelegener Bezirk der Stadt Neu-Taipeh im Norden von Taiwan.

## Lage und Bedeutung

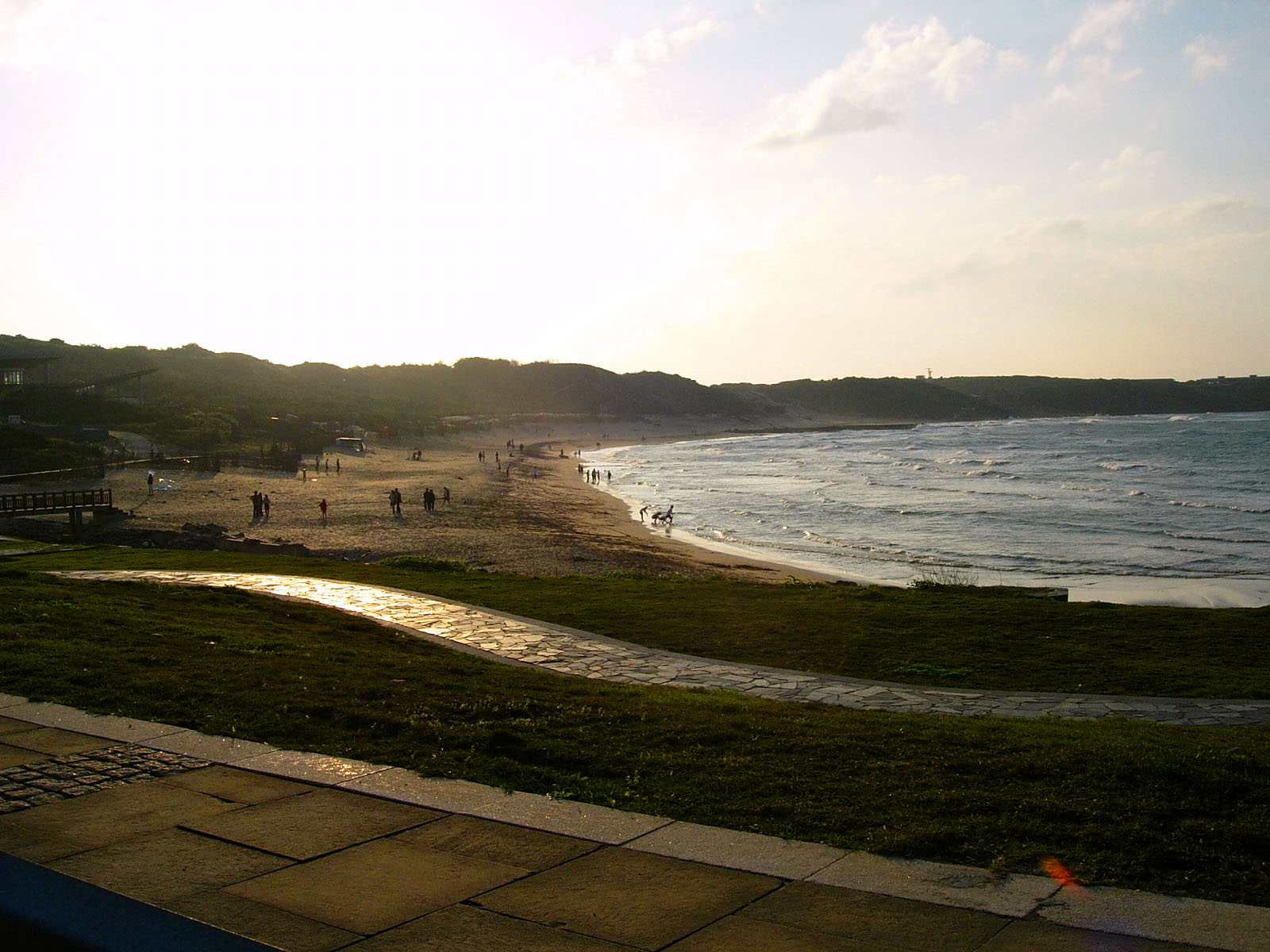
Der Strand von Qianshuiwan

Sanzhi grenzt im Nordwesten an die Taiwanstraße, im Südwesten, Nordosten und Osten an die Nachbarbezirke Tamsui, Shimen und Jinshan sowie im Süden an die taiwanische Hauptstadt Taipeh. Der Bezirk ist ländlich geprägt und hat eine für die Stadt Neu-Taipeh vergleichsweise geringe Bevölkerungsdichte. Neben der Landwirtschaft ist der Küstentourismus ein wichtiger Wirtschaftszweig. Anziehungspunkt für Besucher ist vor allem der Sandstrand von Qianshuiwan.
Der Südteil des Stadtbezirks ist Teil des Yangmingshan-Nationalparks.
Berühmte Söhne des Ortes sind der taiwanische Präsident Lee Teng-hui (1923–2020) und der Professor der Medizin Tu Tsung-ming (1893–1986).

## Geschichte
Bis 2010 standen die ab 1978 als Feriensiedlung gebauten und verlassen UFO-Häuser von Sanzhi an der Küste. Sie waren dem Futuro nachempfunden.

## Persönlichkeiten
- Tu Tsung-ming (1893–1986), Mediziner